# Le Port (Reunión)
Le Port es una comuna francesa situada en el departamento y región de Reunión. 
El gentilicio francés de sus habitantes es Portois y Portoises.

## Situación
La comuna está situada en el noroeste de la isla de Reunión.

## Demografía
| Gráfica de evolución demográfica de Le Port (Reunión) entre 1961 y 2013 |
|                                                                         |

Fuente: Insee

## Comunas limítrofes
| Noroeste: Océano Índico | Norte: Océano Índico | Noreste: Océano Índico |
| Oeste: Océano Índico    |                      | Este: La Possesion     |
| Suroeste: Océano Índico | Sur: Saint-Paul      | Sureste: Saint-Paul    |